# Viamare
Viamare är en svensk företagskoncern där bland annat båttillverkarna Paragon, Nimbus, Ryds och Storebro tidigare har ingått. Viamare ägde tidigare bland annat Stockholm Radio och drev det svenska kustradionätet, vilket ägs av Sjöfartsverket. Stockholmradio såldes till Sdiptech i juli 2020.